# Coupes de Pâques 2012
Navigation
Édition précédente Édition suivante
Les Coupes de Pâques 2012 sont la 45e édition de l'épreuve et la 1re manche du championnat du monde FIA GT1 2012. Elles ont été remportées le 8 avril 2012 par l'Audi no 32 de Laurens Vanthoor et Stéphane Ortelli.
En plus d'accueillir le Championnat du monde FIA GT1 2012, elles reçoivent diverses courses supports.

## Circuit

Le Circuit Paul Armagnac, cadre des Coupes de Pâques 2012.

Les Coupes de Pâques 2012 se déroulent sur le Circuit Paul Armagnac dans le Gers. Il est caractérisé par ses nombreux virages variés, qui en font un tracé technique. Il comporte également une ligne droite de plus de 900 mètres, la « ligne droite de l'aérodrome », lieu de nombreux dépassements. Ce circuit est célèbre car il a accueilli à deux reprises le Grand Prix moto de France.

## Championnat du monde FIA GT1 2012

### Engagés
Constructeurs et équipes
| Équipe                          | Constructeur  | Voiture                         | Moteur                       | Pneus |
| ------------------------------- | ------------- | ------------------------------- | ---------------------------- | ----- |
| Hexis Racing                    | McLaren       | McLaren MP4-12C GT3             | McLaren M838T 3.8 L Turbo V8 | P     |
| AF Corse                        | Ferrari       | Ferrari 458 Italia GT3          | Ferrari F142 4.5 L V8        | P     |
| Valmon Racing Team Russia       | Aston Martin  | Aston Martin V12 Vantage GT3    | Aston Martin 6.0 L V12       | P     |
| Exim Bank Team China            | Porsche       | Porsche 911 GT3 R (997)         | Porsche 4.0 L Flat-6         | P     |
| Sunred Engineering              | Ford          | Ford GT GT3                     | Ford Cammer 5.0 L V8         | P     |
| BMW Team Vita4One               | BMW           | BMW E89 Z4 GT3                  | BMW 4.4 L V8                 | P     |
| Reiter Engineering              | Lamborghini   | Lamborghini Gallardo LP600+ GT3 | Lamborghini 07L1 5.2 L V10   | P     |
| Belgian Audi Club Team WRT      | Audi          | Audi R8 LMS Ultra               | Audi 5.2 L V10               | P     |
| All-Inkl.com Münnich Motorsport | Mercedes-Benz | Mercedes-Benz SLS AMG GT3       | Mercedes-Benz M159 6.2 L V8  | P     |

## Qualifications
| Pos. | No. | Pilote 1                   | Équipe                          | Session 1 | Session 2    | Session 3    | Grille |
| Pos. | No. | Pilote 2                   | Équipe                          | Session 1 | Session 2    | Session 3    | Grille |
| ---- | --- | -------------------------- | ------------------------------- | --------- | ------------ | ------------ | ------ |
| 1    | 3   | Toni Vilander              | AF Corse                        | 1:26.776  | 1:26.907     | 1:26.138     | 1      |
| 1    | 3   | Filip Salaquarda           | AF Corse                        | 1:26.776  | 1:26.907     | 1:26.138     | 1      |
| 2    | 32  | Stéphane Ortelli           | Belgian Audi Club Team WRT      | 1:26.930  | 1:26.750     | 1:26.250     | 2      |
| 2    | 32  | Laurens Vanthoor           | Belgian Audi Club Team WRT      | 1:26.930  | 1:26.750     | 1:26.250     | 2      |
| 3    | 33  | Frank Stippler             | Belgian Audi Club Team WRT      | 1:26.915  | 1:26.736     | 1:26.292     | 3      |
| 3    | 33  | Oliver Jarvis              | Belgian Audi Club Team WRT      | 1:26.915  | 1:26.736     | 1:26.292     | 3      |
| 4    | 38  | Marc Basseng               | All-Inkl.com Münnich Motorsport | 1:27.617  | 1:26.876     | 1:26.876     | 4      |
| 4    | 38  | Markus Winkelhock          | All-Inkl.com Münnich Motorsport | 1:27.617  | 1:26.876     | 1:26.876     | 4      |
| 5    | 4   | Enzo Ide                   | AF Corse                        | 1:27.932  | 1:26.705     | 1:27.010     | 5      |
| 5    | 4   | Francesco Castellacci      | AF Corse                        | 1:27.932  | 1:26.705     | 1:27.010     | 5      |
| 6    | 37  | Nicky Pastorelli           | All-Inkl.com Münnich Motorsport | 1:29.163  | 1:26.916     | 1:27.020     | 6      |
| 6    | 37  | Thomas Jäger               | All-Inkl.com Münnich Motorsport | 1:29.163  | 1:26.916     | 1:27.020     | 6      |
| 7    | 24  | Albert von Thurn und Taxis | Reiter Engineering              | 1:27.418  | 1:26.400     | pas de temps | 7      |
| 7    | 24  | Tomáš Enge                 | Reiter Engineering              | 1:27.418  | 1:26.400     | pas de temps | 7      |
| 8    | 2   | Grégoire Demoustier        | Hexis Racing                    | 1:28.873  | 1:27.017     | pas de temps | 8      |
| 8    | 2   | Álvaro Parente             | Hexis Racing                    | 1:28.873  | 1:27.017     | pas de temps | 8      |
| 9    | 9   | Mike Parisy                | Exim Bank Team China            | 1:27.220  | 1:27.099     |              | 9      |
| 9    | 9   | Matt Halliday              | Exim Bank Team China            | 1:27.220  | 1:27.099     |              | 9      |
| 10   | 25  | Darryl O'Young             | Reiter Engineering              | 1:27.058  | 1:27.321     |              | 10     |
| 10   | 25  | Peter Kox                  | Reiter Engineering              | 1:27.058  | 1:27.321     |              | 10     |
| 11   | 17  | Nikolaus Mayr-Melnhof      | Vita4One Racing Team            | 1:28.571  | 1:27.765     |              | 11     |
| 11   | 17  | Mathias Lauda              | Vita4One Racing Team            | 1:28.571  | 1:27.765     |              | 11     |
| 12   | 18  | Yelmer Buurman             | Vita4One Racing Team            | 1:28.308  | 1:27.895     |              | 12     |
| 12   | 18  | Michael Bartels            | Vita4One Racing Team            | 1:28.308  | 1:27.895     |              | 12     |
| 13   | 7   | Maxime Martin              | Valmon Racing Team Russia       | 1:28.724  | 1:32.763     |              | 13     |
| 13   | 7   | Alexey Vasilyev            | Valmon Racing Team Russia       | 1:28.724  | 1:32.763     |              | 13     |
| 14   | 1   | Frédéric Makowiecki        | Hexis Racing                    | 1:28.004  | pas de temps |              | 14     |
| 14   | 1   | Stef Dusseldorp            | Hexis Racing                    | 1:28.004  | pas de temps |              | 14     |
| 15   | 8   | Benjamin Lariche           | Exim Bank Team China            | 1:29.325  |              |              | 15     |
| 15   | 8   | Ren Wei                    | Exim Bank Team China            | 1:29.325  |              |              | 15     |
| 16   | 6   | Andreas Zuber              | Valmon Racing Team Russia       | 1:29.921  |              |              | 16     |
| 16   | 6   | Sergey Afanasyev           | Valmon Racing Team Russia       | 1:29.921  |              |              | 16     |
| 17   | 10  | Miloš Pavlović             | Sunred                          | 1:31.835  |              |              | 17     |
| 17   | 10  | Matteo Cressoni            | Sunred                          | 1:31.835  |              |              | 17     |

## Course qualificative
| Pos. | No. | Équipe                          | Pilotes                               | Constructeurs | Tours | Temps           |
| ---- | --- | ------------------------------- | ------------------------------------- | ------------- | ----- | --------------- |
| 1    | 32  | Belgian Audi Club Team WRT      | Laurens Vanthoor Stéphane Ortelli     | Audi          | 35    |                 |
| 2    | 33  | Belgian Audi Club Team WRT      | Frank Stippler Oliver Jarvis          | Audi          | 35    | +6.030          |
| 3    | 24  | Reiter Engineering              | Albert von Thurn und Taxis Tomáš Enge | Lamborghini   | 35    | +6.914          |
| 4    | 2   | Hexis Racing                    | Álvaro Parente Grégoire Demoustier    | McLaren       | 35    | +7.164          |
| 5    | 3   | AF Corse                        | Filip Salaquarda Toni Vilander        | Ferrari       | 35    | +31.293         |
| 6    | 38  | All-Inkl.com Münnich Motorsport | Marc Basseng Markus Winkelhock        | Mercedes-Benz | 35    | +33.785         |
| 7    | 37  | All-Inkl.com Münnich Motorsport | Nicky Pastorelli Thomas Jäger         | Mercedes-Benz | 35    | +34.414         |
| 8    | 25  | Reiter Engineering              | Peter Kox Darryl O'Young              | Lamborghini   | 35    | +47.177         |
| 9    | 9   | Exim Bank Team China            | Mike Parisy Matt Halliday             | Porsche       | 35    | +48.622         |
| 10   | 4   | AF Corse                        | Francesco Castellacci Enzo Ide        | Ferrari       | 35    | +49.997         |
| 11   | 17  | Vita4One Racing Team            | Mathias Lauda Nikolaus Mayr-Melnhof   | BMW           | 35    | +1:02.466       |
| 12   | 18  | Vita4One Racing Team            | Michael Bartels Yelmer Buurman        | BMW           | 35    | +1:27.791       |
| 13   | 6   | Valmon Racing Team Russia       | Sergey Afanasyev Andreas Zuber        | Aston Martin  | 34    | +1 Tour         |
| 14   | 8   | Exim Bank Team China            | Ren Wei Benjamin Lariche              | Porsche       | 34    | +1 Tour         |
| 15   | 10  | Sunred                          | Miloš Pavlović Matteo Cressoni        | Ford          | 33    | +2 Tours        |
| 16   | 7   | Valmon Racing Team Russia       | Alexey Vasilyev Maxime Martin         | Aston Martin  | 33    | +2 Tours        |
| Np   | 1   | Hexis Racing                    | Frédéric Makowiecki Stef Dusseldorp   | McLaren       | –     | N'est pas parti |

Notes:
- La No. 18 Vita4One BMW a reçu une pénalité de 30 secondes pour ne pas avoir arrêté le moteur durant l'arrêt aux stands.

## Résultats
Voici le classement officiel au terme de la course.
| Pos.   | No. | Équipe                          | Pilotes                               | Constructeurs | Tours | Temps     |
| ------ | --- | ------------------------------- | ------------------------------------- | ------------- | ----- | --------- |
| 1      | 32  | Belgian Audi Club Team WRT      | Laurens Vanthoor Stéphane Ortelli     | Audi          | 40    |           |
| 2      | 33  | Belgian Audi Club Team WRT      | Frank Stippler Oliver Jarvis          | Audi          | 40    | +3.731    |
| 3      | 38  | All-Inkl.com Münnich Motorsport | Marc Basseng Markus Winkelhock        | Mercedes-Benz | 40    | +4.421    |
| 4      | 37  | All-Inkl.com Münnich Motorsport | Nicky Pastorelli Thomas Jäger         | Mercedes-Benz | 40    | +6.366    |
| 5      | 4   | AF Corse                        | Francesco Castellacci Enzo Ide        | Ferrari       | 40    | +18.925   |
| 6      | 3   | AF Corse                        | Toni Vilander Filip Salaquarda        | Ferrari       | 40    | +21.231   |
| 7      | 25  | Reiter Engineering              | Peter Kox Darryl O'Young              | Lamborghini   | 40    | +21.682   |
| 8      | 24  | Reiter Engineering              | Tomáš Enge Albert von Thurn und Taxis | Lamborghini   | 40    | +35.234   |
| 9      | 9   | Exim Bank Team China            | Mike Parisy Matt Halliday             | Porsche       | 40    | +49.619   |
| 10     | 18  | Vita4One Racing Team            | Michael Bartels Yelmer Buurman        | BMW           | 40    | +1:00.307 |
| 11     | 17  | Vita4One Racing Team            | Mathias Lauda Nikolaus Mayr-Melnhof   | BMW           | 40    | +1:05.808 |
| 12     | 7   | Valmon Racing Team Russia       | Maxime Martin Alexey Vasilyev         | Aston Martin  | 40    | +1:27.167 |
| 13     | 6   | Valmon Racing Team Russia       | Sergey Afanasyev Andreas Zuber        | Aston Martin  | 39    | +1 Tour   |
| 14     | 10  | Sunred                          | Miloš Pavlović Matteo Cressoni        | Ford          | 38    | +2 Tours  |
| 15     | 8   | Exim Bank Team China            | Ren Wei Benjamin Lariche              | Porsche       | 37    | +3 Tours  |
| 16 Abd | 2   | Hexis Racing                    | Grégoire Demoustier Álvaro Parente    | McLaren       | 18    |           |
| 17 Abd | 1   | Hexis Racing                    | Frédéric Makowiecki Stef Dusseldorp   | McLaren       | 3     |           |